# Palanan
Palanan (Filipino: Bayan ng Palanan) ist eine philippinische Stadtgemeinde in der Provinz Isabela, Verwaltungsregion II, Cagayan Valley. Sie hat 17.260 Einwohner (Zensus 1. August 2015), die in 17 Barangays lebten. Sie wird als Gemeinde der ersten Einkommensklasse auf den Philippinen und als teilweise urbanisiert eingestuft.
Palanan liegt im Osten der Provinz, an der Küste der Philippinensee. Die Gemeinde liegt in dem Gebirgsmassiv der Sierra Madre. Sie liegt 454 km nördlich von Manila und ist über den Marhalika Highway, via Ilagan, erreichbar. Ihre Nachbargemeinden sind Ilagan City im Norden, San Mariano im Westen und im Süden.
In Palanan fand sich das letzte Kapitel des Philippinisch-Amerikanischem Krieges statt, als sich General Emilio Aguinaldo am 23. März 1901 den amerikanischen Invasionstruppen ergab. Außerdem liegt Palanan im Northern Sierra Madre Natural Park; dieser steht seit 2006 auf der Vorschlagsliste zur Aufnahme in die UNESCO-Welterbeliste. Die endemische Froschart Platymantis taylori wurde auf dem Gemeindegebiet entdeckt.

## Baranggays
| - Alomanay - Bisag - Culasi - Dialaoyao - Dicabisagan East - Dicabisagan West - Dicadyuan - Diddadungan - Didiyan | - Dimalicu-licu - Dimasari - Dimatican - Maligaya - Marikit - San Isidro - Santa Jacinta - Villa Robles |